# Retribution (Obscura)
Retribution è il primo album in studio del gruppo musicale tedesco Obscura, pubblicato nel 2006 dalla Vots Records. 
L'album è stato rimasterizzato e ristampato dalla Relapse Records con delle variazioni il 16 febbraio 2010. In Giappone è stato pubblicato con due tracce bonus in più il 10 febbraio dello stesso anno.

## Descrizione
L'album presenta già degli sperimentalismi che si evolveranno in futuro nel sound della band, ma rimane ancora legato al death metal classico.
Alla ripubblicazione del 2010, la traccia Intoxicated è stata rinominata in Hate Anthem.
La traccia strumentale che lo chiudeva nell'edizione originale, Sweet Silence, anche se presente su disco è stata omessa dalla lista tracce della ristampa, errore poi corretto con un'ulteriore ristampa nel 2012.
Del nuovo artwork si è occupato lo stesso disegnatore dei successivi album del gruppo, Orion Landau.

## Tracce

### Edizione 2006
1. Humankind – 2:48
2. Nothing – 4:57
3. Unhinged – 2:17
4. None Shall Be Spared – 5:58
5. Alone – 3:45
6. Hymn To A Nocturnal Visitor – 6:33
7. Intoxicated – 2:30
8. Exit Life – 3:49
9. Sentiment – 6:11
10. Sweet Silence (strumentale) – 3:16
11. Lack of Comprehension – 3:46 – cover dei Death

### Edizione Giapponese
1. Humankind – 2:48
2. Nothing – 4:57
3. Unhinged – 2:17
4. None Shall Be Spared – 5:58
5. Alone – 3:45
6. Hymn To A Nocturnal Visitor – 6:33
7. Hate Anthem – 2:30
8. Exit Life – 3:49
9. Sentiment – 6:11
10. Sweet Silence (strumentale) – 3:16
11. Lack of Comprehension – 3:46 – cover dei Death
12. Synthetically Revived – 4:04 – cover dei Suffocation
13. God Of Emptiness – 6:01 – cover dei Morbid Angel
14. Decade ov Therion – 3:37 – cover dei Behemoth
15. Wings – 3:09 – cover dei Vader

### Edizione 2010
1. Humankind – 2:48
2. Nothing – 4:57
3. Unhinged – 2:17
4. None Shall Be Spared – 5:58
5. Alone – 3:45
6. Hymn To A Nocturnal Visitor – 6:33
7. Hate Anthem – 2:30
8. Exit Life – 3:49
9. Sentiment – 6:11
10. Lack of Comprehension – 3:46 – cover dei Death
11. Synthetically Revived – 4:04 – cover dei Suffocation
12. God Of Emptiness – 6:01 – cover dei Morbid Angel

### Ristampa 2012
1. Humankind – 2:48
2. Nothing – 4:57
3. Unhinged – 2:17
4. None Shall Be Spared – 5:58
5. Alone – 3:45
6. Hymn To A Nocturnal Visitor – 6:33
7. Hate Anthem – 2:30
8. Exit Life – 3:49
9. Sentiment – 6:11
10. Sweet Silence (strumentale) – 3:16
11. Lack of Comprehension – 3:46 – cover dei Death
12. Synthetically Revived – 4:04 – cover dei Suffocation
13. God Of Emptiness – 6:01 – cover dei Morbid Angel

## Formazione
Gruppo
- Steffen Kummerer - voce, chitarra
- Markus Lempsch - chitarra, voce addizionale
- JoeC - basso
- Jones - batteria, violoncello (Hymn To A Nocturnal Visitor)

Altri musicisti
- V. Santura (Dark Fortress) - voce addizionale, chitarra (Exit Life)
- Matthias Röderer (Atrocity) - chitarra (Intoxicated/Hate Anthem)
- Thorsten Bauer (Atrocity) - chitarra (Lack Of Comprehension)
- Martin Bauer (Profanity) - basso
- Stephan Bergbauer (Black Horizons) - chitarra (Nothing, Sentiment)